# Ottavio Vitale
Ottavio Vitale (Grottaglie, 5 febbraio 1959) è un vescovo cattolico italiano, dal 23 novembre 2005 vescovo di Alessio.

## Biografia
Nasce il 5 febbraio 1959 a Grottaglie, in Italia; viene ordinato sacerdote dell'Ordine dei Rogazionisti il 27 giugno 1992 per mano dell'allora arcivescovo metropolita di Taranto Benigno Luigi Papa, dopo il noviziato nelle Filippine e la licenza in teologia pastorale. Nel 1993 viene inviato in Albania, come padre spirituale del seminario di Alessio, della cui diocesi, nel 1998, è eletto amministratore diocesano. Il 5 febbraio 2000 papa Giovanni Paolo II lo nomina amministratore apostolico di Alessio, di cui diviene vescovo il 23 novembre 2005 per nomina di papa Benedetto XVI.

## Genealogia episcopale
La genealogia episcopale è:
- Cardinale Scipione Rebiba
- Cardinale Giulio Antonio Santori
- Cardinale Girolamo Bernerio, O.P.
- Arcivescovo Galeazzo Sanvitale
- Cardinale Ludovico Ludovisi
- Cardinale Luigi Caetani
- Cardinale Ulderico Carpegna
- Cardinale Paluzzo Paluzzi Altieri degli Albertoni
- Papa Benedetto XIII
- Papa Benedetto XIV
- Papa Clemente XIII
- Cardinale Enrico Benedetto Stuart
- Papa Leone XII
- Cardinale Chiarissimo Falconieri Mellini
- Cardinale Camillo Di Pietro
- Cardinale Mieczysław Halka Ledóchowski
- Cardinale Jan Maurycy Paweł Puzyna de Kosielsko
- Arcivescovo Józef Bilczewski
- Arcivescovo Bolesław Twardowski
- Arcivescovo Eugeniusz Baziak
- Papa Giovanni Paolo II
- Arcivescovo Angelo Massafra, O.F.M.
- Vescovo Ottavio Vitale, R.C.I.